# Sergueï Mikhaïlovitch Persine
Sergueï Mikhaïlovitch Persine est un exobiologiste russe, né le 27 mars 1949 à Ichimbaï en Russie.